# ME transportas
UAB ME transportas ist ein  Transport-Unternehmen mit Sitz in der litauischen Hauptstadt Vilnius.
UAB „ME transportas“ wurde am 26. März 2010 im Dorf Kuprioniškės in der Rajongemeinde Vilnius errichtet und von Direktor Laurynas Kuzavas geleitet. 2014 wuchs das Unternehmen um 441 Mitarbeiter auf. 2014 erreichte man den Umsatz von 142 Mio. Euro. 2016 beschäftigte das Unternehmen etwa 1300 Mitarbeiter.